# Talent
 For alternative betydninger, se Talent (flertydig). (Se også artikler, som begynder med Talent)
At have et talent er det udtryk for at have medfødt / delvist tillært sig, en evne på et bestemt område. Et trænet talent, vil blive til en styrke. Et talent betyder at man har evnen til at blive ekstraordinært god til et givent område, men man kan godt have et talent og ikke træne det, så det aldrig bliver en styrke (Som 5 årig udviste han stort talent for fodbold, men da han ikke gad træne det blev han aldrig dygtig (styrken) til det. Talent er noget man har "nemt" ved og så ved at dyrke denne "nemme", kan man udvikle en styrke eller noget andre vil se som kunst, fordi det er ekstraordinært. Torben Ulrich blev på P1 en gang spurgt om han havde mere Talent end andre, og svarede;"man kan vel sige at jeg havde et utroligt "nemme", ved tennis, musik og kunst.
Ordet talent er nævnt flere steder i Bibelen, blandt andet i lignelsen om de betroede talenter i Matthæusevangeliet, kap. 25 Arkiveret 18. april 2018 hos  Wayback Machine fra Det Nye Testamente. En talent var i datiden en målangivelse for en mængde af ædelmetal, for eksempel guld. Det er fra lignelsen om de betroede talenter, at ordet talent er indgået i mange sprog i betydningen anlæg, evne, begavelse etc.
Udtrykket er i dag anvendt med en beslægtet betydning, nemlig om særlige personlige, medfødte / tillærte evner, uanset om de er kunstneriske, intellektuelle eller sportslige. Det kan være talentet til at spille violin, forstå matematik, eller spille fodbold, men bruges oftest om de kunstneriske færdigheder. Ekstrem begavelse kaldes lykkelig genialitet. Der er fra tid til anden afholdt såkaldte talentkonkurrencer, hvor talentspejdere kan finde nye talenter.
Arbejds-talenter inddeles i dag i 5 kategorier; Tænkende Talenter (eks: Analyserende, Strategisk, Iderig osv.), Stræbende Talenter (Målrettet, Ansvarlig, Værdifast osv.), Påvirkende Talenter (Charmerende, Forbedrende, Udviklende osv.), Relaterende Talenter (Indlevende, Individorienteret, Kommunikerende osv.) og Kognitive Talenter (IQ, Fotografisk hukommelse, Sproglig, Retskrivning, Markanthed, Mental Hastighed osv.). Man kunne også tale om en 6. talentgruppe som Fysiske Talenter (Høj, Stærk, god syn, høj smertetærskel, rolig hånd, eksplosiv kraft osv.), men disse måles ikke i moderne Talent Test som TT38 og Strengthfinder, som er den moderne form for personlighedstest, som afdækker hvad mennesker har talent for.
Talent og Styrker er centrale ord i den moderne Arbejdspsykologi og Positiv psykologi, hvor man har fokus på at finde folks talenter, og videreudvikle dem til styrker, hvorved det enkle menneske bliver langt mere engageret, lykkelig og dygtigt end det ellers ville blive.
Der har i århundreder været en debat om talent er medfødt eller tillært, men det er med den moderne genetik og neurologis fremkomst blevet nogenlunde afgjort at Talent afgøres 50-60% af medfødte evner, en 15-25% af det man kalder biologiske uheld (sygdom, påvirkninger osv.) og så omkring 25-35% ved tillæring (træning).[kilde mangler] Men det vigtige er af forstå, at bare fordi man har talent, betyder det ikke succes, før man har trænet, for talent er ikke nok til at udvikle noget fantastisk. Kort sagt; man kan fødes med kæmpe talent for fodbold, men hvis man ikke træner, bliver man aldrig verdensklassse; og hvis man fødes kun med lidt talent, så kan man blive rigtig god, hvis man træner rigtigt meget, men det betyder også at hvis man ikke har talent, så kan man træne lige så meget man vil, uden rigtigt at komme nogle vegne. Så dygtighed kræver både Talent og træning, men talent gør det lettere hurtigt at komme op på et højt niveau.
De mest populære forskere og forfattere på dette område er Marcus Buckingham, Martin Seligman og Daniel Kahneman.
Litterære skildringer af talent findes der mange af. Her kan nævnes Jens Bjørneboes Blåmann og Irwing Stones Han der elskede livet, som handler om maleren Vincent van Gogh.
Sciencefictionforfatteren Anne McCaffrey portrætterer i sin Pegasus-serien en gruppe mennesker i en alternativ verden, som gradvist får tilnavnet "talenter", som er central for centrale interplanetarisk kommunikation i, at de er ekstra godt udstyret med ESP-modstand.